# Calocheiridius centralis
Calocheiridius centralis är en spindeldjursart som först beskrevs av Beier 1952.  Calocheiridius centralis ingår i släktet Calocheiridius och familjen Olpiidae.

## Underarter
Arten delas in i följande underarter:
- C. c. centralis
- C. c. nataliae